# 카탈루냐 자치정부 철도
카탈루냐 자치정부 철도(Ferrocarrils de la Generalitat de Catalunya, FGC)는 스페인 카탈루냐주의 철도 사업자로서 카탈루냐 자치정부(Generalitat de Catalunya)가 소유하는 공기업이다. 1,000미리 궤간의 협궤 노선 140km와 표준궤 노선 89km와 1,668미리의 이베리아 광궤 노선 89km를 운영하고 있다. 2개의 치상궤도 철도와 여러 개의 강삭철도를 운용 중이며 모두 상호 연결이 돼있는 것은 아니다. 또한 발데누리아와 라몰리나와 같은 스키 리조트 또한 운영하고 있다.

## 역사
카탈루냐 지치정부 철도는 1979년 9월 5일에 Renfe Feve의 소유권이 중앙 정부에서 자치정부로 이관되며 세워졌다.

### 연대표
- 1979년 9월 5일: 카탈루냐 내의 국영 협궤 철도를 관리하기 위해 카탈루냐 자치정부 철도가 설립.
- 1979년 11월 7일: 카탈루냐 철도(FCC)의 노선이 인계됨
- 1980년: 젤리다 강삭철도 운영권이 인계됨
- 1986년: 문세라트에 위치한 산타코바 강삭철도와 산주안 강상철도, 누리아 치상궤도 철도를 소유한 그란스 펜덴츠 산악철도의 자산 일부가 인계됨.
- 1999년 2월 1일: 마르투레이-이구아라다 전철화
- 2003년 6월 11일: 문세라트 랙식 철도 재개장
- 2005년 7월 1일: 례이다 - 라푸블라데세구르 선 인계. 7월 18일 발라게-라푸블라데세구르 구간 시설 및 노선 계량화 시작(1년 소요).
- 2008년 1월 18일: 'FGC 아우투메트로' 자회사 설립. 마르토레이에 위치한 세아트 자동차를 바르셀로나 항으로 철도운송 사업을 맡게됨.
- 2013년: 전 두 사장이 불법 연금 기금을 통해 공공 기금 횡령 혐의로 유죄 판결을 받았다.
- 2019년 9월 5일: 창립 40주년과 더불어 2007년에 제정한 회사 로고를 주황색에서 지속 가능성과 녹색 에너지를 뜻하는 연두색으로 변경했다.

## 같이 보기
- FEVE
- 렌페